# Kopp-Etchells-Effekt

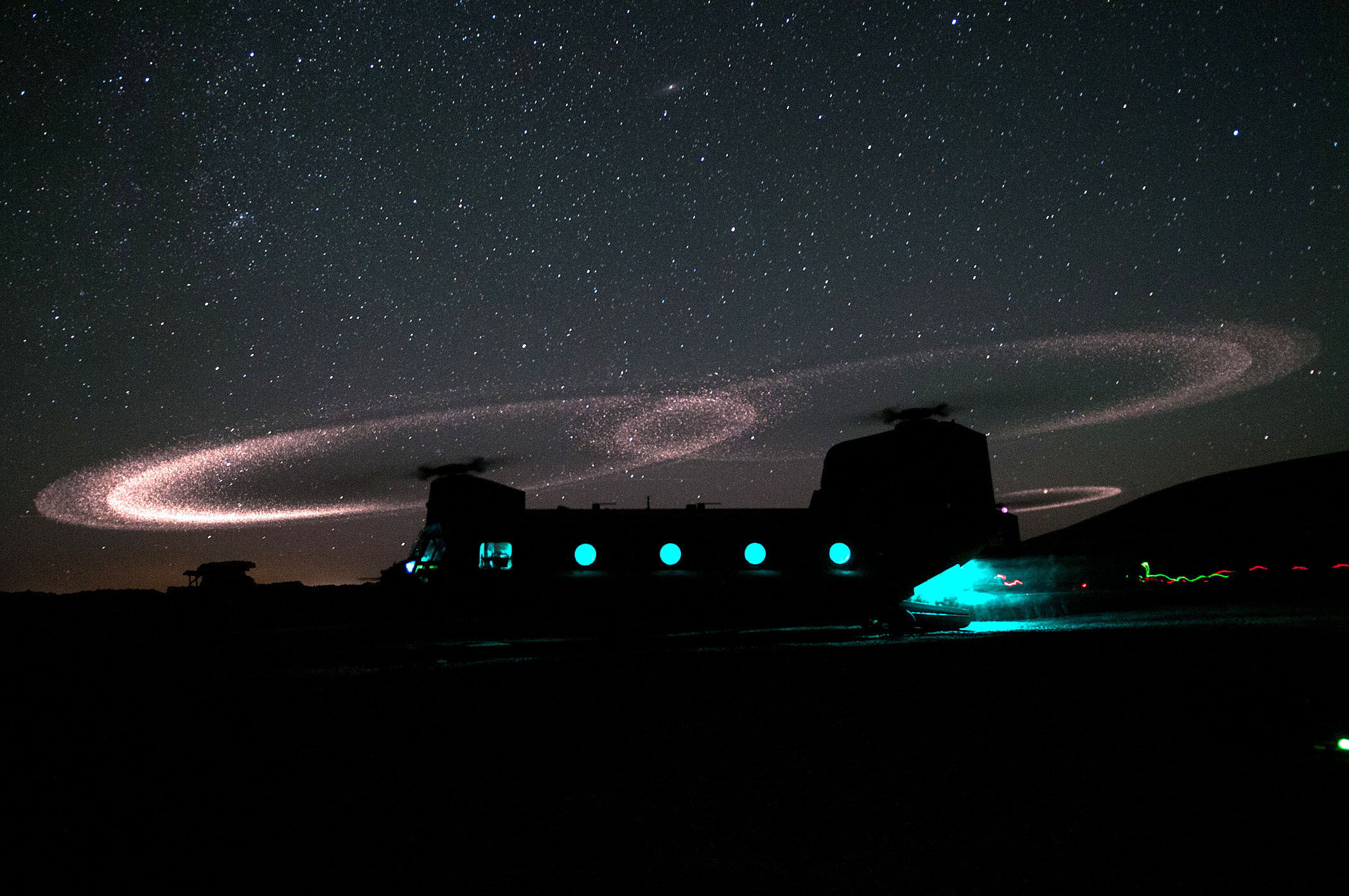
Der Kopp-Etchells-Effekt, erzeugt von einem CH-47 Chinook Hubschrauber in Afghanistan

Der Kopp-Etchells-Effekt beschreibt ein auffälliges Funkeln oder Leuchten in Form eines Rings oder einer Scheibe, das bei Hubschraubern zu sehen ist, wenn sie bei Nacht in sandiger Umgebung nahe am Boden fliegen. Das Phänomen entsteht durch die Reibung zwischen den Rotorblättern und den aufgewirbelten Sandpartikeln.
Benannt wurde der Effekt vom Fotografen Michael Yon zu Ehren zweier im Einsatz gefallener Soldaten: Benjamin Kopp, ein US Army Ranger, und Joseph Etchells, ein britischer Soldat. Beide kamen im Juli 2009 in Sangin, Afghanistan, ums Leben.
Umgangssprachlich wird dieses Leuchten auch als „Funkeln“, „Halo-Effekt“, „Feenstaub“ oder „Corona-Effekt“ bezeichnet.

## Erklärung
Der Kopp-Etchells-Effekt entsteht durch Funkenflug etwa wie beim Schleifen von Metall. 
An den Vorderkanten der Rotorblätter von Hubschraubern befinden sich spezielle Schutzstreifen, sogenannte Abriebkanten. Diese bestehen oft aus besonders widerstandsfähigen Materialien wie Titan, Edelstahl oder Nickellegierungen. Trotz ihrer Härte sind sie nicht für den Sand gemacht. Wenn ein Hubschrauber in Bodennähe durch sandige Umgebungen fliegt, treffen Sandkörner mit hoher Geschwindigkeit auf diese Metallstreifen. Dabei werden winzige Metallpartikel abgetragen, die durch die Reaktion mit Sauerstoff sofort oxidieren, wobei ein leuchtender Halo rund um die Rotorblätter entsteht.
Dieser Vorgang, welcher pyrophore Oxidation genannt wird, ist vergleichbar mit dem Funkenflug bei einem Winkelschleifer. Wenn ein winziges Metallstück vom Rotor abplatzt, reagiert dessen frisch freigelegte Oberfläche sehr schnell mit dem Sauerstoff in der Luft. Die dabei entstehende Wärme kann bei kleineren Partikeln nicht schnell genug entweichen, wodurch sie sich so stark erhitzen, dass sie sich selbst entzünden und verbrennen.
Titan erzeugt dabei besonders helle Funken vor allem dann, wenn die Sandkörner in der Luft groß oder vermehrt anwesend sind. 
Das Phänomen tritt am häufigsten auf, wenn sich der Hubschrauber in Bodennähe befindet. Der vom Rotor erzeugte Abwind wirbelt Sand auf, der dann durch die entstehende Luftzirkulation wieder nach oben getragen wird – direkt in die Rotorblätter. Dieses Phänomen nennt man „Rezirkulation“ und es kann bei starker Ausprägung zu einer kompletten Sichtbehinderung führen, dem sogenannten „Brownout“.
Trotzdem tritt der Kopp-Etchells-Effekt nicht nur beim Start oder bei der Landung auf. Er wurde auch schon in größeren Höhen beobachtet – und ist manchmal sogar mit bloßem Auge sichtbar, ganz ohne Nachtsichtgerät.

## Andere Theorien

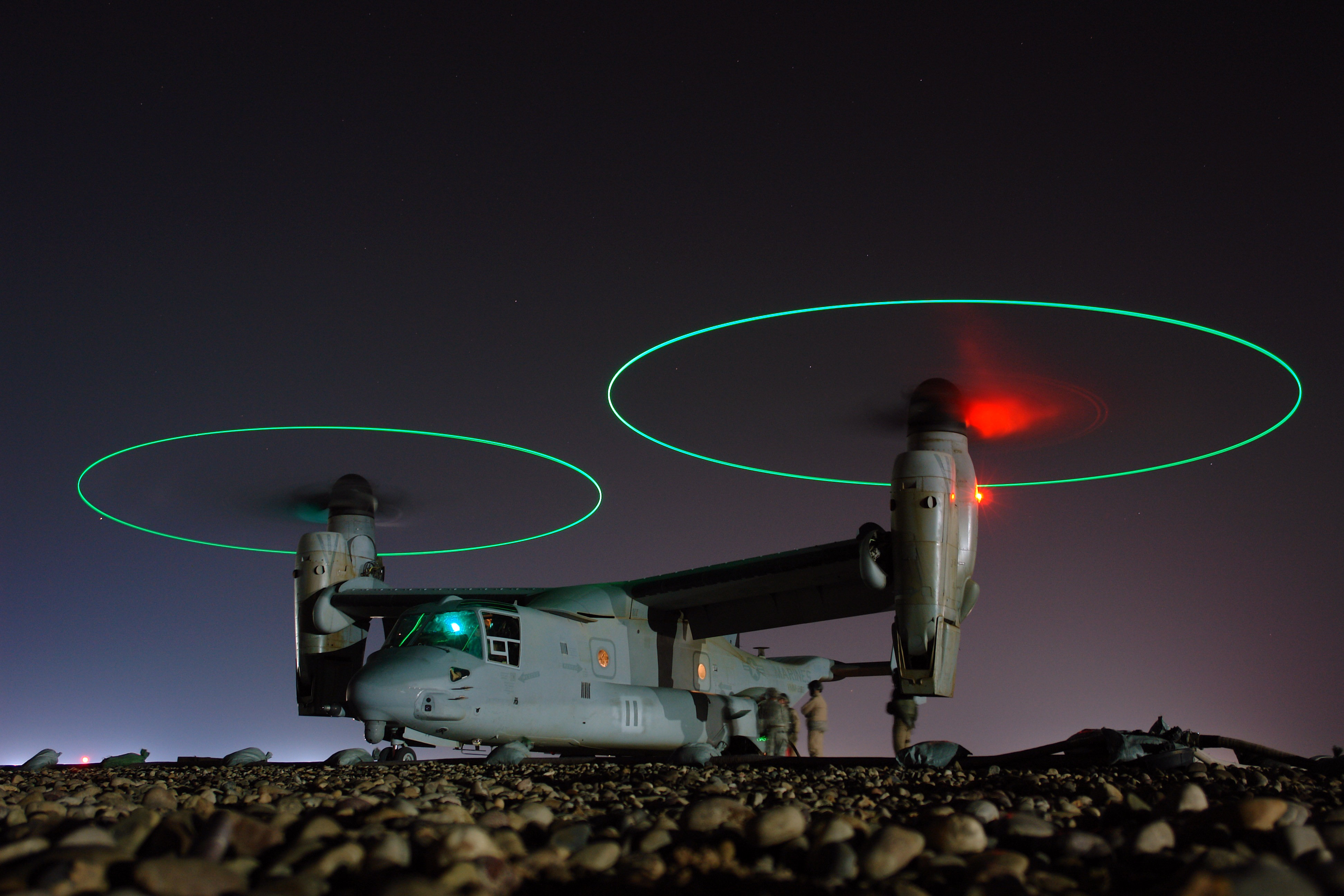
Rotorblattspitzenlichter erzeugen einen optisch ähnlichen, aber physikalisch anderen Effekt als der Kopp-Etchells-Effekt.

Der Effekt wird jedoch oft fälschlich für ein elektrisches Phänomen gehalten – manche vermuten statische Aufladung wie beim Elmsfeuer, Reibungselektrizität durch den Kontakt mit Sand oder piezoelektrische Eigenschaften von Quarz.
Auch mechanisch verursachte Lichtemissionen wie Photolumineszenz sowie weitere Erklärungsansätze wie Tribolumineszenz, Chemolumineszenz oder Elektrolumineszenz wurden vorgeschlagen. Eine besonders kreative, aber falsche Erklärung ist, dass die Rotorblätter Sandkörner so schnell verdrängen, dass sie wie Meteore verglühen. 
In einigen Fällen wurde der Effekt sogar vom Bodenpersonal für ein Feuer oder einen technischen Defekt gehalten.

## Folgen

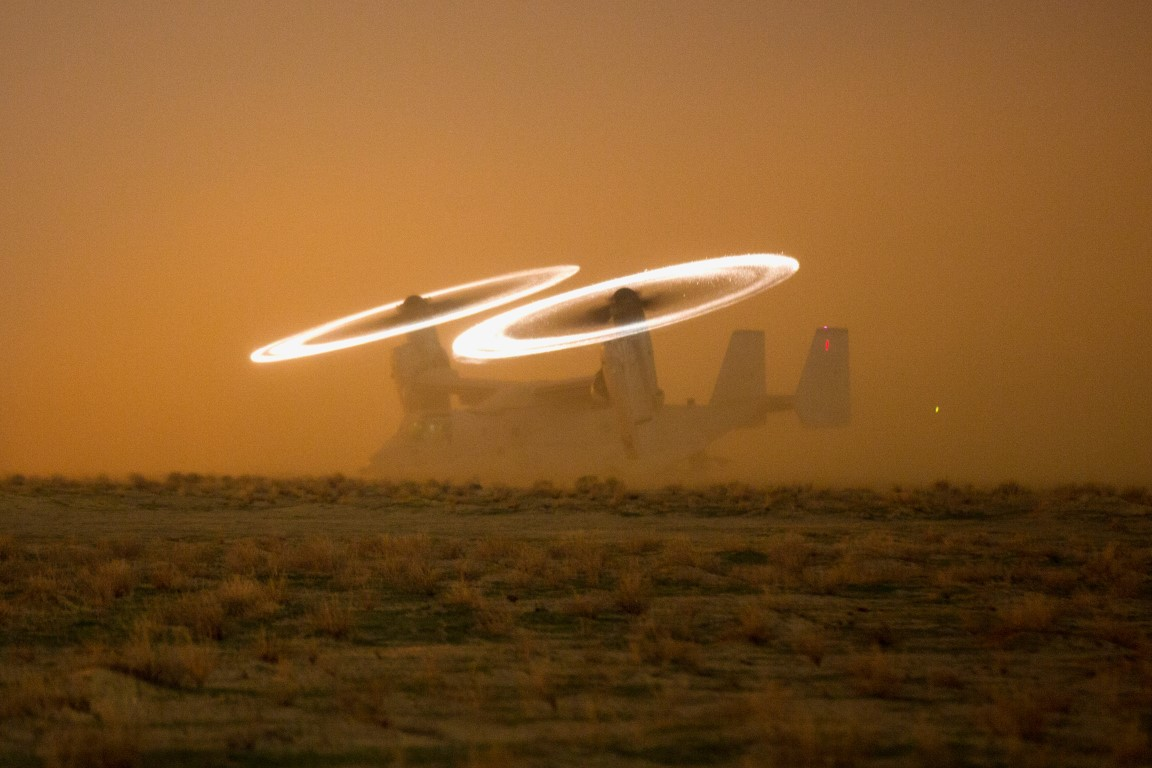
Der Kopp-Etchells-Effekt erzeugt einen Halo-Effekt um die Rotoren dieser MV-22 Osprey - hier mit Langzeitbelichtung.

Der damit verbundene Materialverschleiß führt zu hohen Instandhaltungskosten und stellt eine logistische Herausforderung dar. Technisch gesehen handelt es sich dabei um sogenannte „Foreign Object Damage“ (FOD) – also Schäden durch Fremdkörper wie Sand.
Hinzu kommt ein taktischer Nachteil: Der leuchtende Ring macht den Hubschrauber bei nächtlichen Einsätzen leicht sichtbar und kann so die Tarnung und die Mission gefährden.
Außerdem kann die Sicht des Piloten beeinträchtigen werden, besonders beim Einsatz von Nachtsichtgeräten. Dies kann die sichere Landung erschweren und im schlimmsten Fall zu räumlicher Desorientierung führen.